# ヴィンチェンツォ・フィオリッロ
ヴィンチェンツォ・フィオリッロ（Vincenzo Fiorillo, 1990年1月13日 - ）は、イタリア、ジェノヴァ出身のサッカー選手。USサレルニターナ1919所属。ポジションはGK。

## 経歴

### クラブ
2004年にジェノヴァの名門、サンプドリアのユースに入り頭角を現す。2007-2008シーズンにはカンピオナート・プリマヴェーラにおいてサンプドリアの初優勝に貢献。その成績が認められ、2008年4月、レッジーナ戦においてセリエAデビューを果たす。2014年1月、ユヴェントスが保有権の半分を取得。同年7月にはユヴェントスが保有権を完全に買い取り、2014-15シーズンはペスカーラに期限付き移籍することが決定した。

### 代表
U-19イタリア代表に選出され、UEFA U-19欧州選手権2008に出場して準優勝を果たし、大会のベストGKに選出されるなどの才能を発揮している。2009年、U-21イタリア代表に選出された。

## 獲得タイトル
サンプドリア
- カンピオナート・プリマヴェーラ : 2007-08
- コッパ・イタリア・プリマヴェーラ : 2007-08
- スーペルコッパ・プリマヴェーラ : 2008

## 所属クラブ
- UCサンプドリア 2007-

→ レッジーナ・カルチョ (loan) 2010.1-6
→ スペツィア・カルチョ (loan) 2011.1-6
→ ASリヴォルノ・カルチョ (loan) 2012-2013
- ユヴェントスFC 2014-2016

→ UCサンプドリア (loan) 2014
→ デルフィーノ・ペスカーラ1936 (loan) 2014-2016
- デルフィーノ・ペスカーラ1936 2016-2021
- USサレルニターナ1919 2021-